# Kabupaten de Mandailing Natal

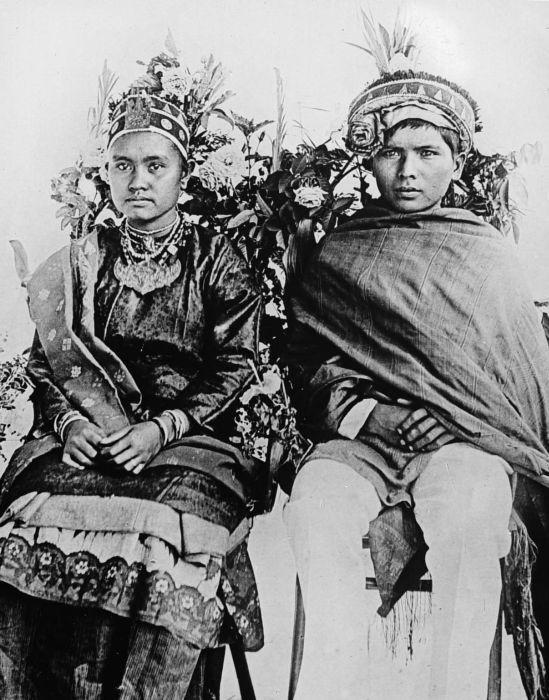
Mariés mandailing à l'époque des Indes néerlandaises

Le kabupaten de Mandailing Natal, en indonésien Kabupaten Mandailing Natal, est un kabupaten de la province indonésienne de Sumatra du Nord. Son chef-lieu est Panyabungan.

## Géographie
Mandailing Natal est bordé :
- Au nord, par le kabupaten de Tapanuli du Sud;
- À l'est et au sud, par la province de Sumatra occidental et
- À l'ouest, par l'océan Indien.

## Histoire
Auparavant, le nom du kabupaten était simplement "Mandailing", nom d'un des 6 groupe qui constituent la population des Batak. On lui a rattaché le nom de "Natal", qui est celui d'une ancienne principauté minangkabau rattachée au début du XIXe siècle par les Hollandais au territoire de l'actuelle province. Ce geste est une façon de reconnaître l'identité distincte de Natal.